# Ana Rodríguez García
Ana Rodríguez García (Gijón, 1976) es una jurista española, letrada del Consejo Consultivo del Principado de Asturias, especialista técnica legislativa y derecho sanitario. Trabaja también especialmente en derechos humanos y derechos de las mujeres, derechos digitales e inteligencia artificial.

## Trayectoria
Nació en Gijón en 1976 y estudió en el IES del Piles. Ya en el instituto -ha explicado- descubrió el valor del feminismo. La profesora de filosofía, Nieves Fernández, fue su referente. En esta etapa forma parte del colectivo de jóvenes  "Andecha Moces Da-y Al Dengue" (Chicas Da-y Al Dengue), dengue referido al vestuario tradicional de las mujeres de la zona. Estudió derecho en la Universidad de Oviedo. En esa etapa conoce a la pedagoga y escritora feminista María José Urruzola y pasa a formar parte de la Confederación de Organizaciones Feministas (COFEM FEMEK) siendo la candidata por Asturias a las elecciones al Parlamento Europeo de 1999 "Mujeres para la Europa del siglo XXI".
Tras esta experiencia y al acabar la carrera pasa a trabajar con Lidia Falcón y Elvira Siurana en la sede de Madrid de Vindicación Feminista, colaborando con la revista Poder y Libertad. Más tarde se traslada a Barcelona para trabajar en el despacho de Lidia Falcón en Barcelona, el "Gabinete jurídico y psicológico para la mujer", bajo la dirección de Montserrat Fernández-Garrido.
En junio de 2019 es nombrada funcionaria de carrera de Letrados del Consejo Consultivo del Principado de Asturias.
Desde 2024 es colaboradora habitual del periódico La nueva España.  También colabora con la Tertulia Feminista Les Comadres y la Asamblea Feminista Asturiana ASFEMAS además de participar en conferencias y debates sobre los derechos de las mujeres. En 2025 participó en la Escuela Feminista Rosario de Acuña de Gijón con la conferencia: Democracia inconclusa: el daño como tributo a la ciudanía impostada.
Ana Rodríguez García es miembro honorario de la Red Eurolatinoamericana de Buen Gobierno y Buena Administración, con sede en Perú donde ha realizado una serie de conferencias invitada por el Instituto Peruano de Buen Gobierno y Buena Administración y es miembro del proyecto  “La ciudadanía digital y su reflejo administrativo” en la Universidad de Oviedo.
¿Podemos replantearnos nuestro papel en el fomento de la banalización del odio hacia las mujeres a través del consumo? plantea Ana Rodríguez ante el consumo habitual en series, películas y documentales que con frecuencia versan sobre asesinatos de mujeres y niñas de manera sádica interviniendo una tara o filia de naturaleza sexual por parte del victimario planteando los efectos de la banalización del mal. ¿Acaso -señala- la recreación para el ocio no es una forma de trivializar los feminicidios?
Rodríguez García defiende el control ciudadano en el desarrollo de los avances tecnológicos y advierte que no pueden primer solo los intereses económicos de las corporaciones. Nos encontramos -señala- con una tecnología generadora de realidad, disruptiva, cuyo carácter transfronterizo y su control por parte de grandes corporaciones, sin un espacio físico que facilite la aplicación del clásico principio de territorialidad, dificulta el ejercicio de los poderes –y obligaciones– públicos. Ello lleva a redoblar el valor de distintos instrumentos ya diseñados en defensa de la democracia digital y participativa. Transparencia, rendición de cuentas, buen gobierno y buena administración, protección de datos personales y conocimiento.

## Publicaciones
- La futura ley de inteligencia artificial y los principios de buena regulación en las tecnologías disruptivas como oportunidad: aproximación desde el feminismo jurídico. (2023) Ensayos Ciberfeministas / coord. por Tasia Aránguez Sánchez, Ozana Olariu, 978-84-1170-357-4
- Evolución histórica y olas del feminismo (2024) en Guía práctica para aprobar un plan de igualdad en el sector público coordinación de Patricia Iglesias Rey,  978-84-7052-953-5
- Ley de inteligencia artificial de la UE: los principios de buena regulación en las tecnologías disruptivas como oportunidad.  Anuario de la Red Eurolatinoamericana de Buen Gobierno y Buena Administración,  2953-3880, No. 4, 2024

- Órganos de garantía de la buena administración. Varios autores. Atelier Libros jurídicos (2025).[14]